# 紅狼
紅狼（學名：Canis lupus rufus）是一種生存在北美洲的灰狼亚种，分佈于美國東南部，过去一度被当作是独立物种，近來有研究指出祖先是灰狼和郊狼的雜交種。
1970年代以來就因毛皮、和農人起衝突等原因面臨滅絕。此外和郊狼雜交也是重要原因。曾經一度被認為野外滅絕，後來在1989年將馴養的狼引入北卡羅來納州。
體長1.1～1.3米，平均體重25公斤。舍群結構比的上灰狼，會群集獵捕鹿類，單獨时則獵捕兔、嚙齒類等。
2008年美國網站《生活科學》評出紅狼為全球十大最瀕危的稀有動物物種之一。

## 历史
红狼曾经广泛分布于美国境内，包括德克萨斯州、伊利诺伊州、纽约州、俄克拉荷马州、宾夕法尼亚州和俄亥俄州，甚至在加拿大境内也发现过红狼的存在。二十世纪初，北美红狼被大规模捕杀，而幸存的紅狼常找不到同類繁殖，與北美大草原的郊狼交配，令純種紅狼的數量下降。现在的红狼已濒临灭绝。
1987年至1994年间，63只红狼从保护基地被放回野外。2012年，红狼数量上升至100-120只左右。但由于美国鱼类及野生动物管理局疏于管理，这一数字在2018年下降到了40只；2019年下降至14只；2021年下降至8只。此外，還有150多頭紅狼在美國被圈養。

## 生物分类

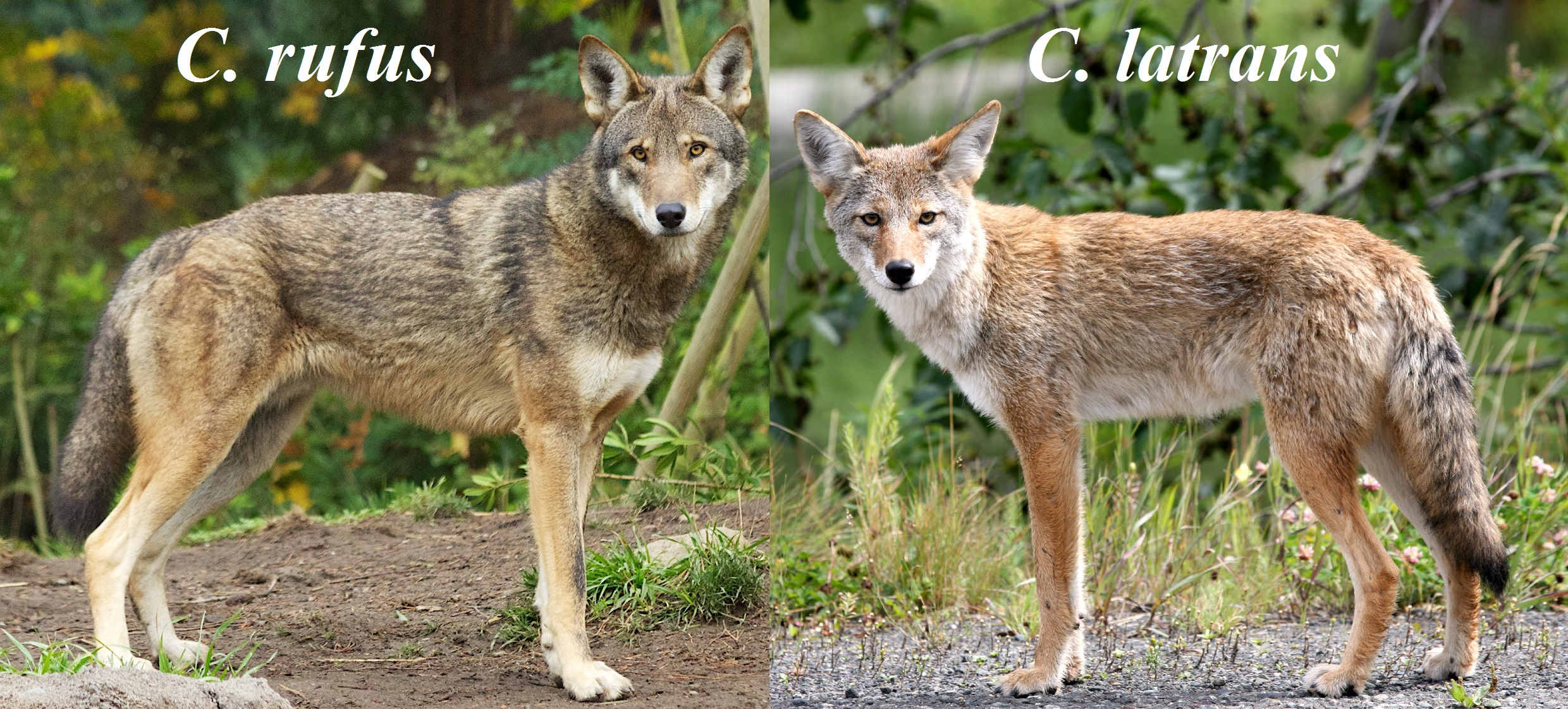
Comparative image of a red wolf and a western coyote (C. latrans incolatus)

红狼的生物学分类一直存在争议。目前的几种观点认为：红狼是独立进化的物种；是灰狼和郊狼的杂交种；是灰狼和土狼的古老杂交种并经过进化成为的独立物种；或是近期与郊狼杂交产生的新物种。